# Life Will See You Now
Life Will See You Now är ett musikalbum av Jens Lekman utgivet 2017 på skivbolaget Secretly Canadian. Albumet är hans fjärde studioalbum. Det blev väl mottaget och har ett snittbetyg på 83/100 på sidan Metacritic. Skivan låg en vecka på Sverigetopplistan där den nådde plats 14.

## Låtlista
1. "To Know Your Mission" (featuring Loulou Lamotte) - 4:56
2. "Evening Prayer" (featuring Loulou Lamotte) - 4:15
3. "Hotwire the Ferris Wheel" (featuring Tracey Thorn) - 4:13
4. "What's That Perfume That You Wear?" - 3:30
5. "Our First Fight" - 2:40
6. "Wedding in Finistère" - 3:24
7. "How We Met, The Long Version" - 4:16
8. "How Can I Tell Him" - 3:56
9. "Postcard #17" - 4:21
10. "Dandelion Seed" - 5:36